# Schlucht

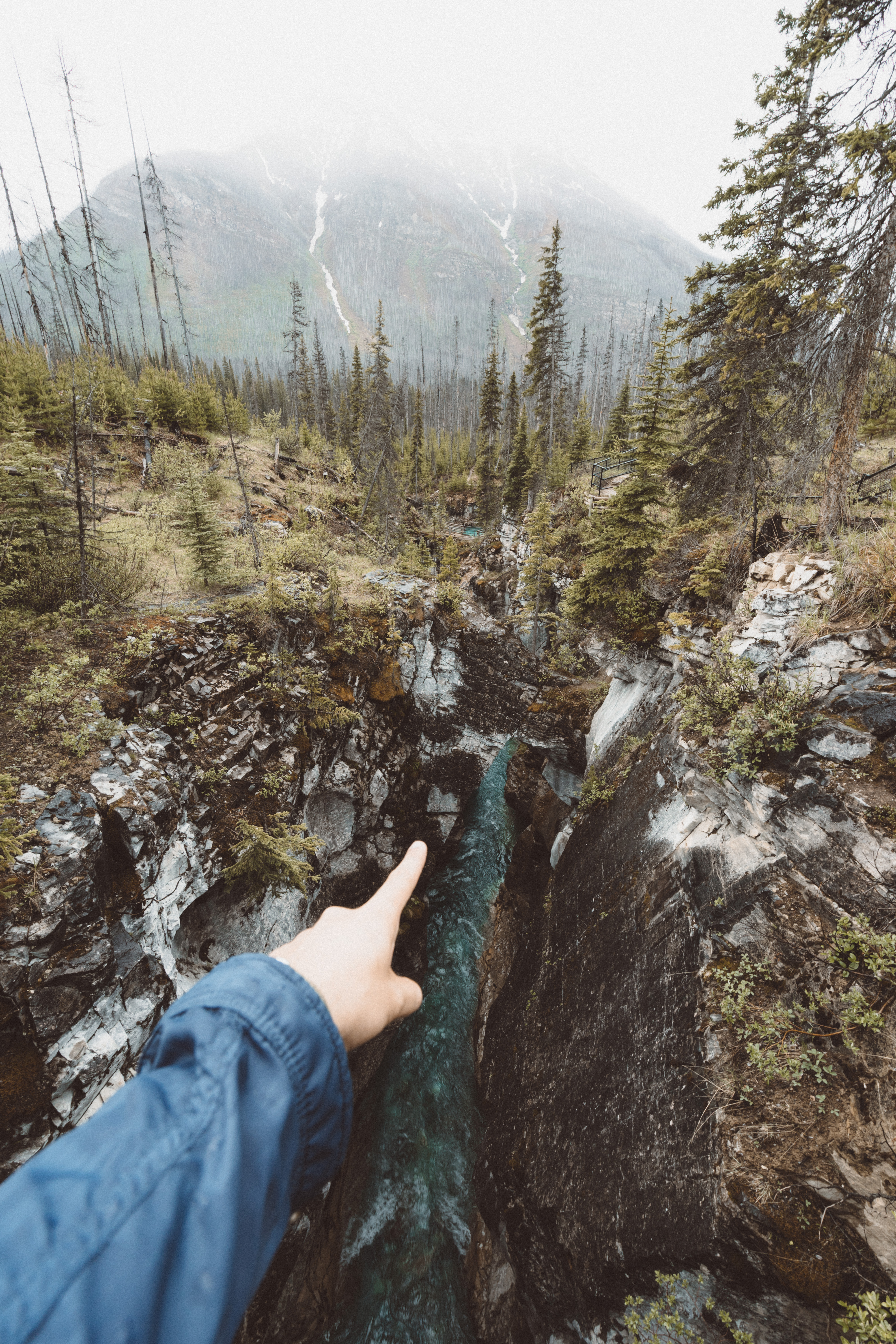
Tiefe Schlucht

Als Schlucht bezeichnet man in der Geomorphologie enge Täler, deren Begrenzungen aus steilen Hängen und Wänden bestehen.
Schlucht ist der Oberbegriff für eine Reihe geomorphologischer Bezeichnungen, die teilweise nur regional üblich sind:
- Besonders enge Schluchten, in denen der gesamte Talgrund von einem Wasserlauf eingenommen wird, werden im Bairischen als Klamm bezeichnet.
- Schluchten werden im Alemannischen auch als Tobel bezeichnet.
- Die Durchbruchtäler im Jura – enge felsige Schluchten mit vergleichsweise geringem Gewässergefälle, welche die Längstäler verbinden – werden als Klus bezeichnet.
- Canyons sind Täler mit felsigen Flanken in Hochflächen mit waagerechten Gesteinsschichten und haben zumindest in der Tiefe Schluchtcharakter.

Von Schluchten begrifflich abzugrenzen sind Kerbtäler, die durchwegs Hänge als Begrenzung haben.

## Entstehung
Schluchten entstehen durch Einschneiden von Fließgewässern in den Untergrund. Hierbei überwiegt die Tiefenerosion stark gegenüber der Seitenerosion, so dass sich keine Talsohle ausbilden kann. Auch der Hangabtrag in Form von Denudationsprozessen ist eher gering. Die Talbegrenzung besteht somit aus steilen Hängen und Wänden. Voraussetzung für das Entstehen einer Schlucht ist entsprechend standfestes Gestein, vor allem Plutonite und massige Sedimentgesteine. So findet man am unteren Neckar neckarabwärts erst ab Binau Schluchten, wo der Buntsandstein die Oberfläche erreicht und den Muschelkalk als Oberflächengestein ablöst. Übersteigt die Eintiefung der Schlucht die Standfestigkeit des Gesteins, kommt es zu Rutschungen oder Felsstürzen.

## Beispiele
Bulgarien:

Blick in die Gorges de la Nesque

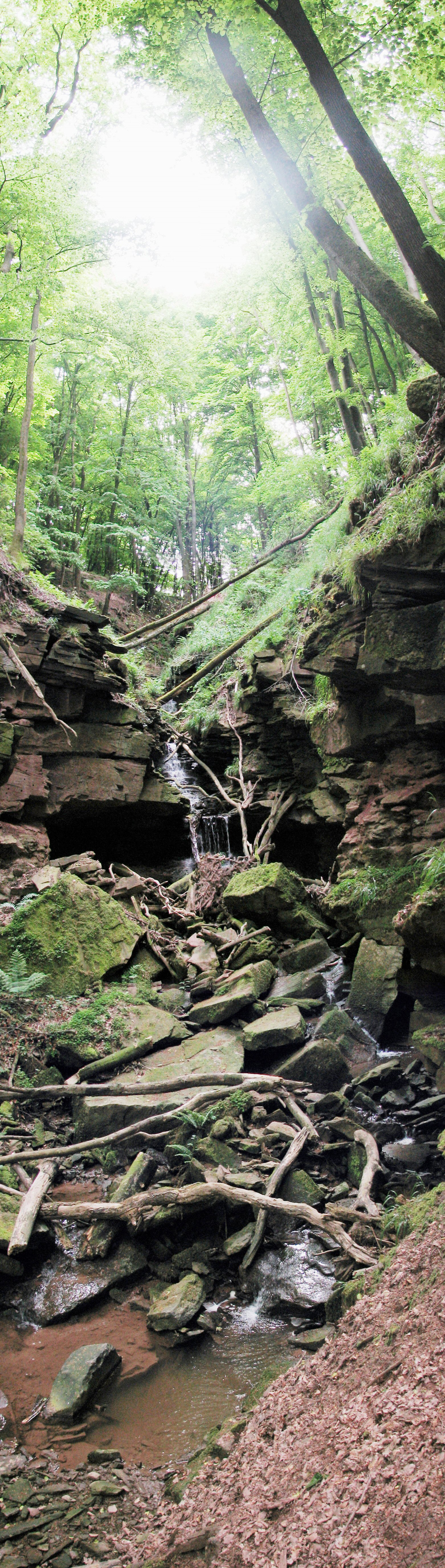
Die Margarethenschlucht

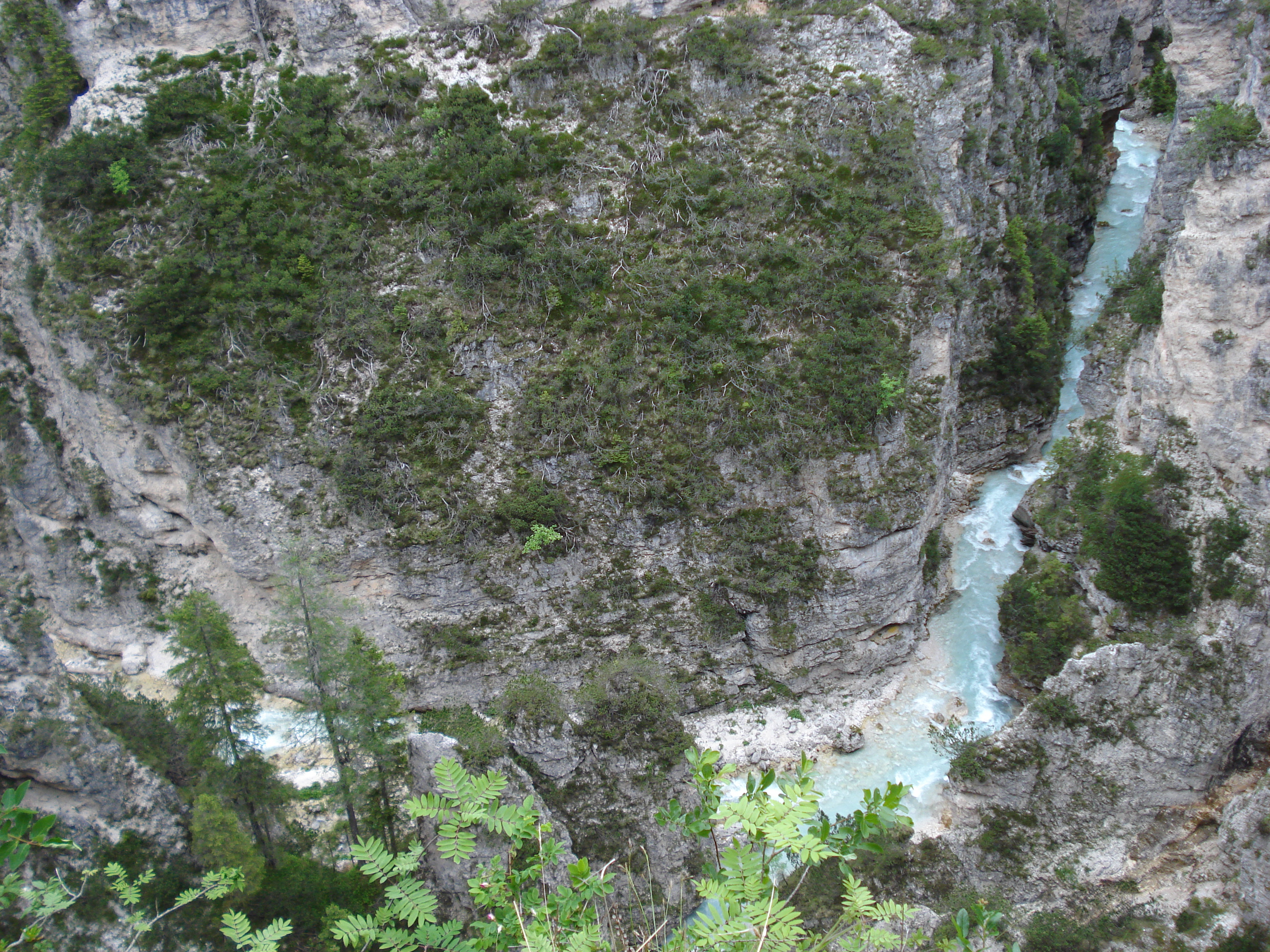
Schlucht beim italienischen Rio di Fanes nordwestlich von Cortina d’Ampezzo in den Dolomiten

- Iskar-Schlucht (im westlichen Balkangebirge bei Sofia)

Deutschland:
- Breitachklamm (Allgäu)
- Margarethenschlucht (Neckargerach)
- Marienschlucht (Allensbach am Bodensee)
- Schnittlinger Loch (bei Spalt, Mittelfranken)
- Webergrotte (im Elbsandsteingebirge)
- Wutachschlucht (im Schwarzwald)
- Bodetal (bei Thale im Harz)

Frankreich:
- Verdonschlucht (Departements Var und Alpes-de-Haute-Provence)
- Gorges du Tarn (Départements Tarn und Tarn-et-Garonne)
- Gorges de la Jonte (Département Lozère)
- Gorges de la Nesque (Departement Vaucluse)

Griechenland:
- Samariá-Schlucht (im Süden Kretas)
- Vikos-Schlucht (in der nordwestgriechischen Region Epirus)

Italien:
- Gola Gorropu (im Osten Sardiniens)

Jordanien:
- der Siq

Kroatien:
- Paklenica-Schlucht

Marokko:
- Dadesschlucht

Montenegro:
- Taraschlucht

Österreich:
- Rappenlochschlucht (Dornbirn, Vorarlberg)
- Tscheppaschlucht (Ferlach, Kärnten)

Polen:
- Dunajec-Durchbruch durch die Pieninen bei Szczawnica

Serbien/Rumänien:
- Eisernes Tor oder Djerdap-Schlucht an der Donau

Schweiz:
- Viamala (wichtige Verkehrsverbindung)
- Schöllenen (wichtige Verkehrsverbindung)
- Ruinaulta (bei Flims, Graubünden)
- Massaschlucht (Entwässerung Aletschgletscher)
- Aareschlucht
- Gondoschlucht am Simplonpass
- Gorges du Trient
- Taminaschlucht

Spanien:
- Torrent de Pareis (Mallorca)

USA:
- Red River Gorge (Kentucky)